# Fällare-läggare

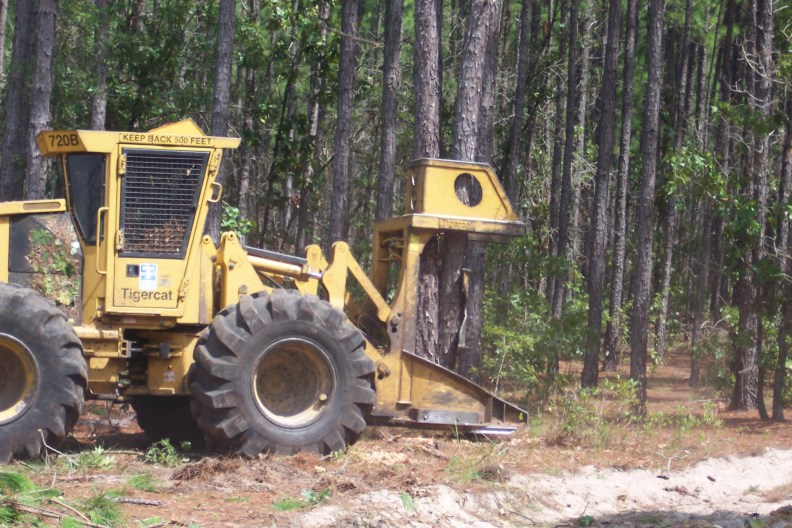

Fällare-läggare är en typ av skogsmaskin som används i helstamsmetoden för att avverka träd. 
Maskinen greppar om trädets stam med ett aggregat som sågar eller klipper av det. Aggregatet klarar att stående ackumulera ett flertal mindre träd som sedan kan läggas av i en välta som är lämpliga att släpa iväg med en lunnare. 
Till skillnad från skördare, som fyller en liknande funktion i kortvirkesmetoden, varken kvistar eller kapar fällare-läggare de avverkade träden.